# Acremonium glaucum
Acremonium glaucum är en sporsäcksvamp som beskrevs 1971 av Walter Gams. Arten ingår i släktet Acremonium, ordningen köttkärnsvampar och divisionen sporsäcksvampar.  Inga underarter finns listade i Catalogue of Life.